# Hôtel des Trois-Rois
Ne doit pas être confondu avec Hôtel Les Trois Rois.
L'hôtel des Trois-Rois est une ancienne auberge du XVe siècle située à Thouars, dans le département français des Deux-Sèvres, reconvertie en logements d'habitation.

## Localisation
L'hôtel des Trois-Rois est situé 11 rue du Château à Thouars, à mi-chemin entre l'église Saint-Médard et le château des ducs de La Trémoille.

## Histoire
La construction de l'édifice remonte au XVe siècle et son nom fait référence aux Rois mages,.
Le roi Louis XI séjourne plusieurs fois dans cette auberge,, avant et après son accession au trône de France. Il côtoie à la chasse des notables de la région comme Louis Tyndo ou Philippe de Commynes.
Au xvie siècle, la façade est refaite en pierres de taille.
Le bâtiment est inscrit à l'Inventaire supplémentaire des monuments historiques en 1937,. Une esquisse du peintre Paul Boinot de 1924 et une photographie de Jules Robuchon répertoriée dans l’ouvrage Paysages et Monuments du Poitou donnent un aperçu du bâtiment avant sa rénovation,. Celle-ci, réalisée dans les années 1980, est critiquée, jugée trop importante. Elle fait notamment disparaître la façade en pierre au profit d'un style à pan de bois reconstitué.

## Architecture
L'hôtel des Trois-Rois est une ancienne auberge, qualifiée d'« hôtel particulier » du xve siècle. Une tourelle d'escalier dépasse du bâtiment sur sa façade Nord, ornée de faux mâchicoulis au style « gothique trilobé ». Cette façade comporte également plusieurs fenêtres à meneaux.
La façade Est possède elle un style à colombages datant de la dernière restauration.

## Galerie

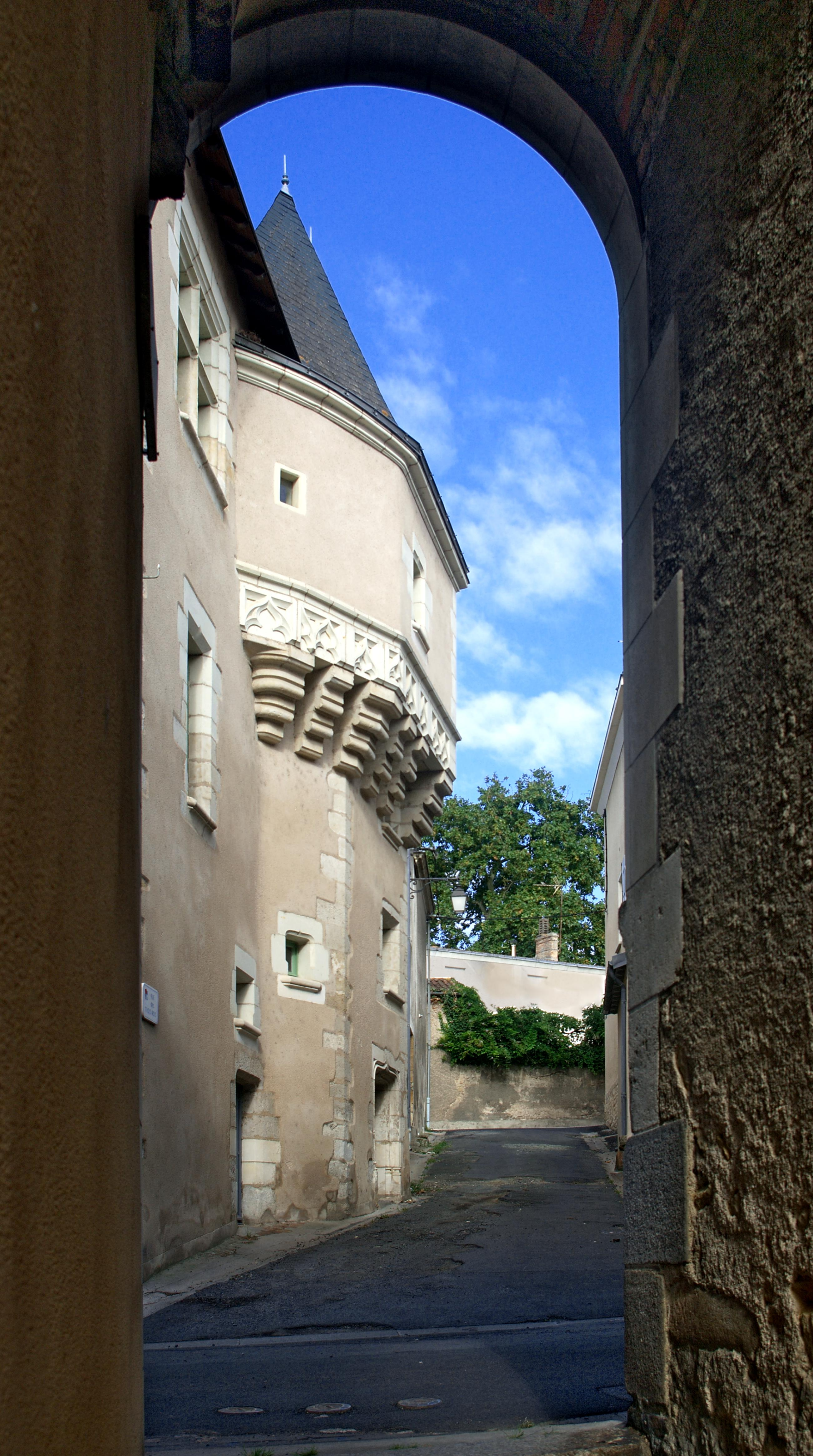
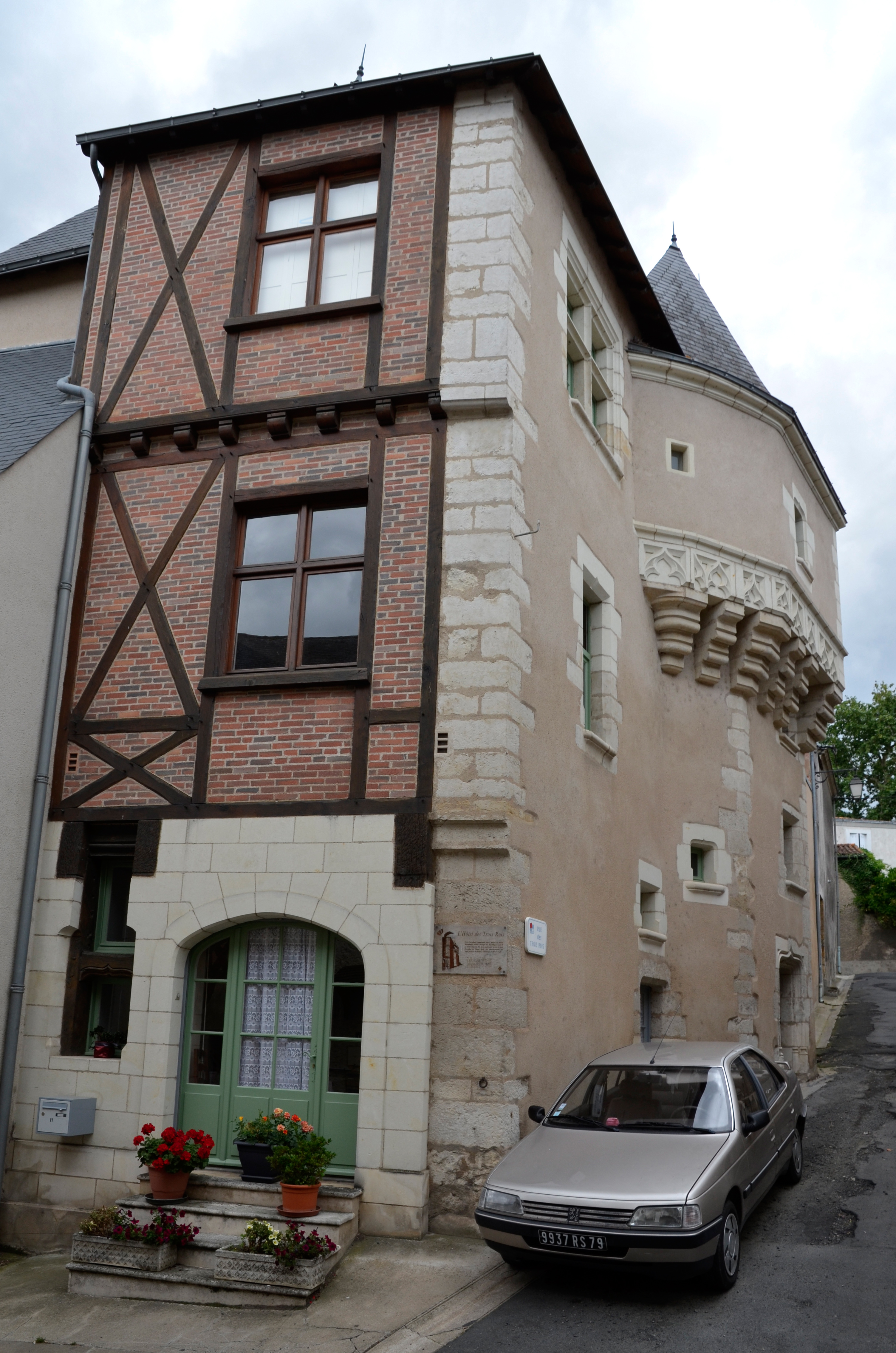
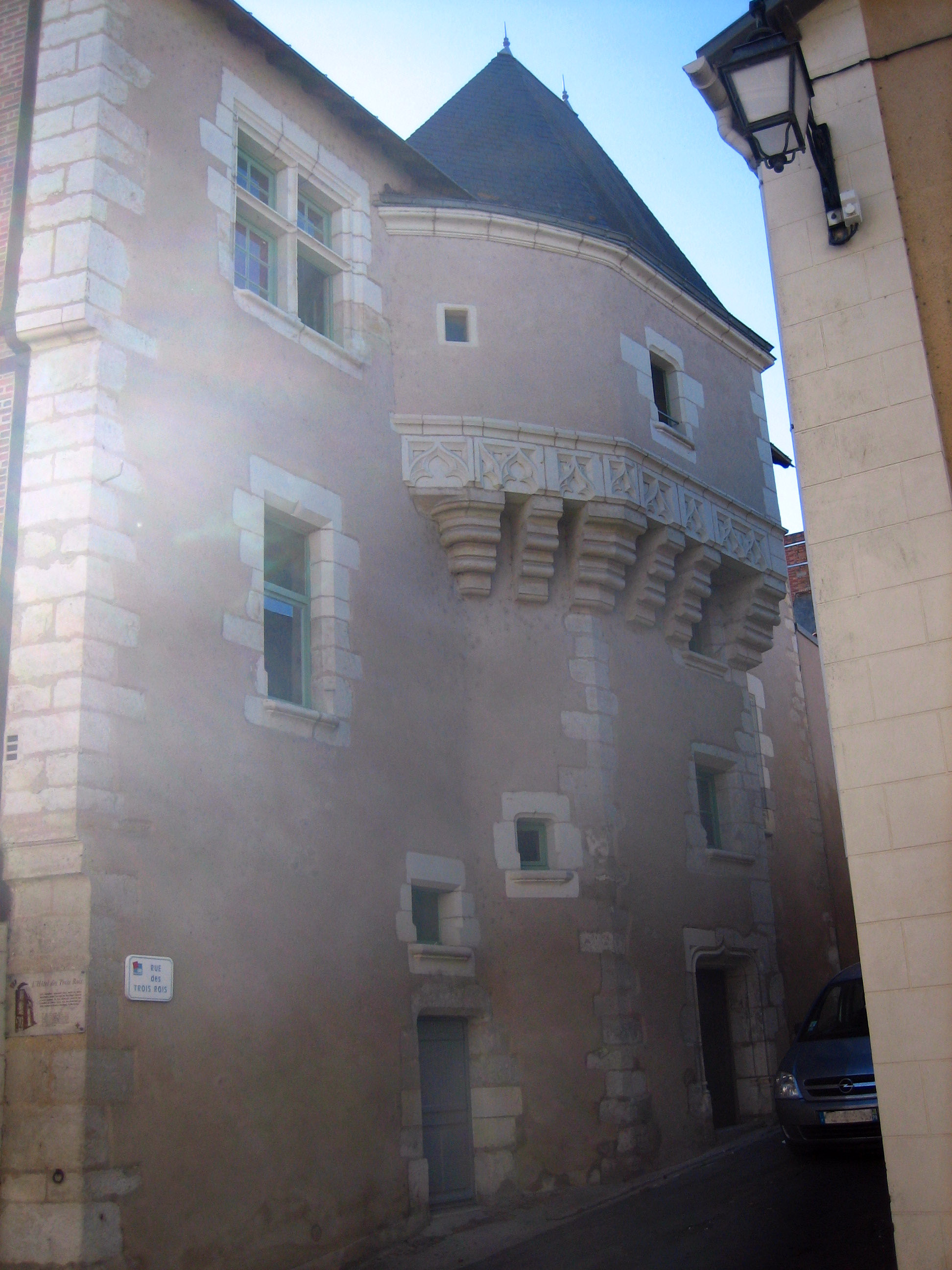